# Küstenraketenregiment 18
Das Küstenraketenregiment 18 (KRR-18) war eine maritime spezialisierte Einheit der Volksmarine der DDR am Standort Schwarzenpfost. Das Aufgabengebiet des Küstenraketenregiments umfasste vor allem Raketenschläge auf maximale Distanz, mit denen von Land aus Seeziele mit Anti-Schiffs-Raketen bekämpft werden konnten.

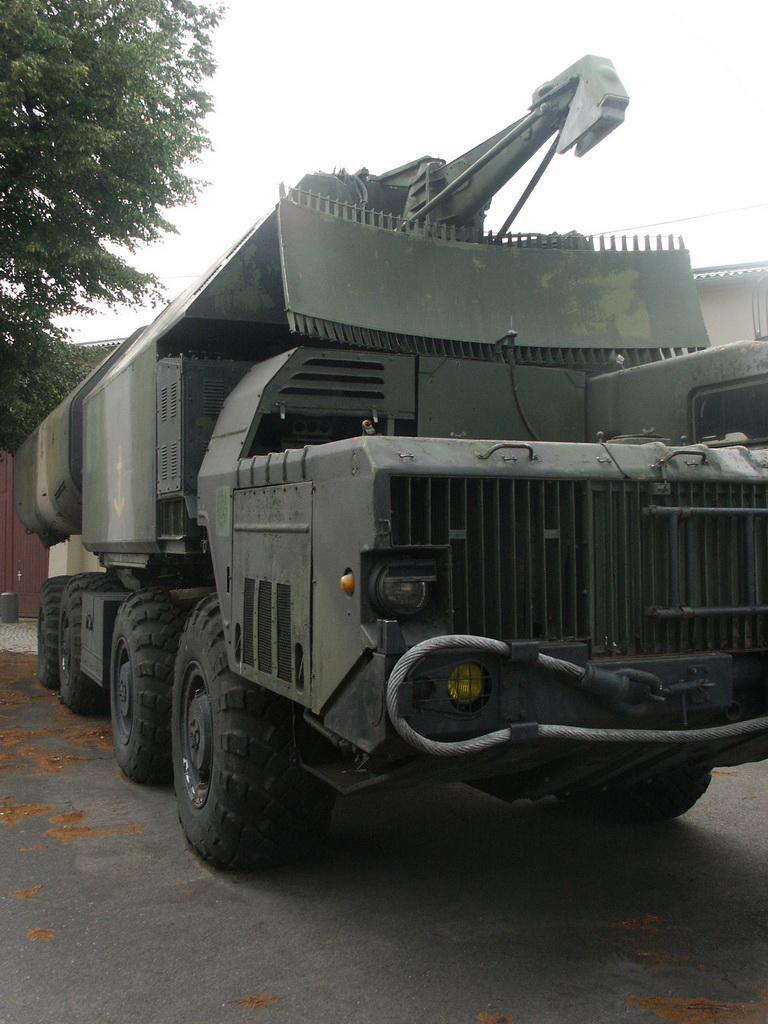
NVA 4K51 Rubesch des Küstenraketenregiments 18 der Volksmarine im Militärhistorischen Museum der Bundeswehr in Dresden, 2004

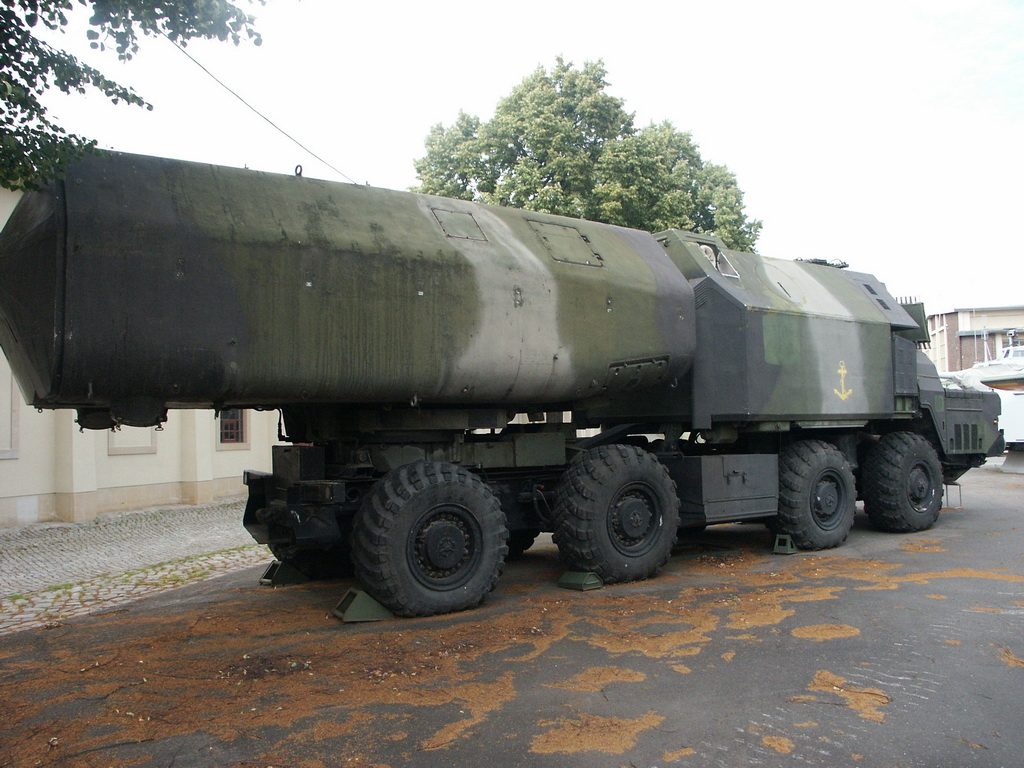
Komplex im Militärhistorischen Museum der Bundeswehr in Dresden, 2008

## Geschichte
Die Geschichte der Küstenraketentruppen (KRT) geht auf die Jahre 1962 bis 1972 in der Volksmarine zurück. In Kühlungsborn wurde die Spezial-Küstenartillerieabteilung (S-KAA) aufgestellt. Ende der 1970er Jahre wurden sie erneut eingeführt. Der Aufbau des KRR-18 begann im August 1978, als der bereits von der Raketentechnischen Abteilung 4 (RTA-4) in Schwarzenpfost genutzte Standort ausgebaut wurde. Es erfolgte eine Umstrukturierung zum Regiment, bestehend aus 3 Küstenraketenabteilungen (je 2 Startbatterien mit je 2 Startrampen auf Basisfahrzeugen vom Typ MAZ-543) mit den modernen sowjetischen Raketen P-21 und P-22 für den Küstenraketenkomplex Rubesh Ä. Die Abteilungen sollten selbständig in entfernten Stellungsräumen wie die Kühlung, Halbinsel Darß und Wittow/Rügen operieren. Das Küstenraketenregiment 18 wurde am 1. November 1983 mit dem Aufstellungsbefehl Nr. 62/83 des Ministers für Nationale Verteidigung gebildet. Am 30. September 1984 wurde dem KRR-18 durch den Stellvertreter des Ministers und Chef der Volksmarine die Truppenfahne durch Admiral Wilhelm Ehm und 1985 der Ehrennamen Admiral Waldemar Verner verliehen.
1985 war die Fertigstellung der meisten Bauarbeiten abgeschlossen und 1986 erfolgte die Übernahme der nächsten Startrampen für die 2. KRA, damit waren 2/3 der Auffüllung erreicht. 1987 erfolgte ein Führungswechsel in der Volksmarine, neuer Chef wurde der Vizeadmiral Theodor Hoffmann und neuer Chef des KRR-18 Fregattenkapitän Joachim Dix. Der Aufbau der 3. KRA verzögerte sich bis in die Wendezeit und wurde im Juni 1990 durch die letzte DDR-Regierung gestoppt.

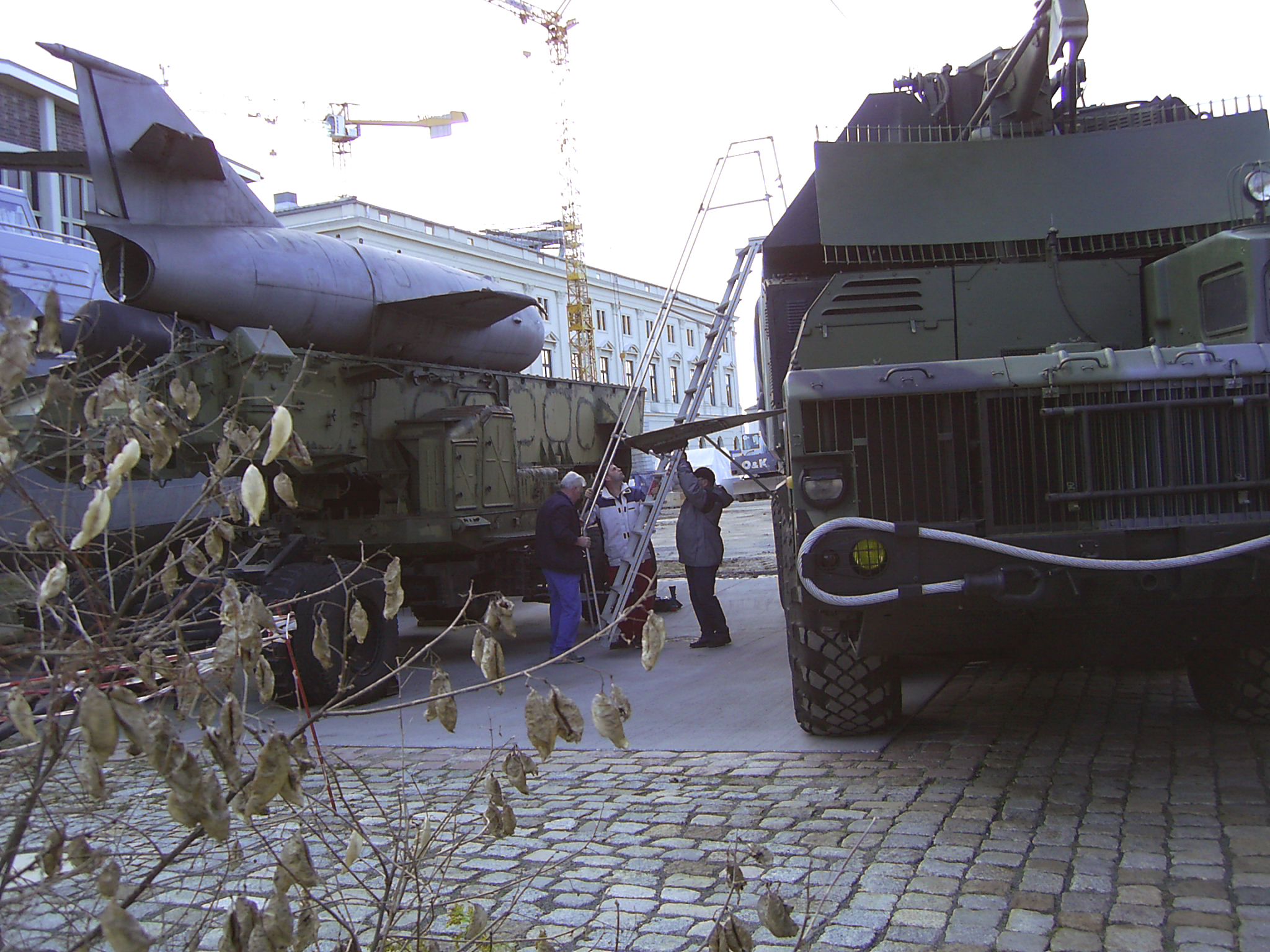
Sopka und Rubesch im Militärhistorischen Museum der Bundeswehr in Dresden, 2009

## Aufgaben
Die Hauptaufgabe des Küstenraketenregiments bestand darin, von der Küste aus von mobilen und selbstfahrenden Startrampen (SSR) gegnerische Überwasserziele mit Raketenschlägen auf maximale Distanz zu bekämpfen. Im Objekt befanden sich 10 Raketenkomplexe mit je zwei Raketen vom Typ P-21 bzw. P-22, die variabel und lagebezogen positioniert werden konnten. Diese Raketen hatten eine Reichweite von ca. 100 Kilometern.

## Standort
Die vom KRR-18 genutzte Liegenschaft befand sich in Schwarzenpfost in der Waldlage an der Bahnlinie Rostock – Stralsund neben der damaligen Fernverkehrsstraße 105. Über einen beschrankten Bahnübergang neben dem Haltepunkt gelangte man zum Objekt. Am nächsten Bahnhof Gelbensande gab es ein Anschlussgleis, das durch den Wald in das umzäunte und gesicherte Gelände führte. Die gesamte Fläche betrug 45 Hektar und wurde ab 1990 einschließlich der Gleisanlagen der Bahnanbindung vollständig zurückgebaut und rekultiviert.
Der militärische Bereich bestand aus folgenden Objekten:
- Wach- und Dienstgebäude
- Stabsgebäude
- Unterkunftsbaracken
- Gebäude der Objektfeuerwehr
- Küchentrakt mit Lager sowie Essensräume/Messen
- Kfz-Hallen für 12 Startrampen Rubesch und weitere Fahrzeuge
- Technische Gebäude mit Werkstatt, Lager, Raketen-Regelhallen, Kfz-Werkstatt und Geräteinstandsetzung
- Raketenlager, Waffen- und Munitionsbunker
- Tanklager und Tankplatz für Brennstoff und Oxidator
- Medizinischer Punkt mit Arztpraxis, komplette Zahnarztausstattung, Röntgenabteilung, Apotheke sowie Krankenstation und Ledigenwohnheim für Berufssoldaten.

Außerdem befand sich in einem speziell gesicherten Bereich mit gesonderten Bunkeranlagen der Gefechtsstand der 4. Flottille der Volksmarine.

## Einsätze und Auflösung
Seit 1984 fanden jährliche Raketenschießabschnitte der Volksmarine im Zusammenwirken mit sowjetischen Kräften vom militärischen Standort des ehemaligen deutschen Leuchtturms Brüsterort von 1846, heute Majak in der Exklave Kaliningrad, statt. Dabei wurden jeweils zwei Raketen erfolgreich verschossen.
Das Regiment nahm darüber hinaus an verschiedenen Manövern wie Kommandostabsübungen, Flottenübungen und Übungen der Stoßkräfte erfolgreich teil.
Eine Abordnung des Küstenraketenregiments 18 nahm 1989 an der Ehrenparade der Nationalen Volksarmee zum 40. Jahrestag der DDR teil.
Die 1. und 2. Startrampe für die 3. KRA wurden im Juni 1990 noch in den Bestand der 2. KRA aufgenommen und einsatzbereit gemacht. Die 3. und 4. Startrampe wurden bis zum Übernahmebahnhof Frankfurt/O. angeliefert und aufwendig mit Vertragsstrafe an die Sowjetunion wieder re-exportiert.
Am 23. August 1990 beschloss die letzte Volkskammer den Beitritt der DDR zur BRD. Bereits ein paar Tage später kamen höhere Offiziere, Waffenexperten der Bundesmarine, zur waffen- und munitionstechnischen Begutachtung ins KRR-18. Die Entscheidung über die Hauptbewaffnung des Küstenraketenregiments lautete: nicht weiterverwendungsfähig. Damit begann der Rückbau.
Am 3. Oktober 1990 übernahm der Bundesminister der Verteidigung Gerhard Stoltenberg die Befehls- und Kommandogewalt über die in der Bundeswehr aufgegangenen Teile der aufgelösten NVA. Reste des Küstenraketenregiments 18 wurden in die Bundesmarine, jetzt Deutsche Marine, übernommen und nach kurzer Zeit außer Dienst gestellt.
Einen Tag nach dem 3. Oktober 1990 begann mit einem handverlesenen Nachkommando in den folgenden drei Jahren die vollständige Auflösung des ehemaligen Küstenraketenregiments.

## Kommandeure
- 1979–1983 Fregattenkapitän Kurt Stippkugel
- 1983–1987 Kapitän zur See Lothar Schmidt
- 1987–1990 Kapitän zur See Joachim Dix
- 1990–1991 Fregattenkapitän Klaus-Peter Gödde